# Stefano Olivato
Stefano Olivato (Veneza, 6 de novembro de 1962) é um compositor e multi-instrumentista italiano.

## Biografia
Nasceu em Veneza em 1962 e começou tocar guitarra, mas com 16 anos se dedica para o baixo elétrico. Em 1991 participou da segunda edição do Festival de Sanscemo com a peça Nobili. Desde 2005 tem participado aos shows de Angelo Branduardi.
Ele é o primeiro tocador de gaita italiano a colaborar com grupos e artistas que abraçam estilos que vão da composição à música pop italiana, do pop ao jazz, da música popular ao clássico, tocando na Fenice. Colaborou com artistas como Angelo Branduardi, Dizzy Gillespie, Amii Stewart, Enzo Jannacci, Patty Pravo, Ornella Vanoni, Claudio Lolli, Alessandro Safina, entre outros.
E' diretor artístico da Orquestra Popular de Veneza, orquestra especializada em música popular veneziana, que em outubro de 2001 tocou no Carnegie Hall de Nova York.
Em julho de 2012 a Line Editions Classical lançou o álbum Vivaldi & Marcello para gaita cromática e baixo (em italiano, Vivaldi & Marcello, concertos para gaita cromática e baixo elétrico), com Olivato na gaita e baixo, uma homenagem à grande Música barroca veneziana.

## Honrarìas
- 2010: Cittadino dell’anno di Mestre

## Publicaçoes
- 2013: em colaboraçao com Leonardo Pieri: Breve storia e didattica del basso elettrico
- 2016: L'arrangiatore pop/rock. Una guida pratica nel mondo della pop music: strumentazione e notazione musicale